# Sometime Last Night World Tour
Sometime Last Night Tour fue la sexta gira de la banda estadounidense R5, en apoyo a su álbum Sometime Last Night, el cual salió a la venta el 10 de julio de 2015. La gira consta de fechas en Norteamérica, Europa, Sudamérica, Asia, Oceanía y Centroamérica. 

## Antecedentes y desarrollo
Días después de darse a conocer la fecha de lanzamiento del álbum Sometime Last Night, la discográfica de R5 puso a disposición de los fanáticos una página web en la cual se podían sugerir países para que se realizara la gira. Las solicitudes masivas de fanes dieron pie a la confirmación de los conciertos en Norteamérica y Europa, los cuales fueron anunciados personalmente a través de una transmisión en vivo por los miembros de la banda.

## Teloneros
- Jacob Whitesides (Norteamérica)[3]
- Ryland Lynch (Toda la Gira)[3]
- Smile (Argentina)

## Lista de canciones
1. «All Night»
2. «Heart Made Up On You»
3. «Let's Not Be Alone Tonight»
4. «Dark Side»
5. «Cali Girls»
6. «Things Are Looking Up»
7. «Loud»
8. «I Know You Got Away»
9. «Lightning Strikes»
10. «You And I (cover Lady Gaga)»
11. «F.E.E.L.G.O.O.D.»
12. «Easy Love»
13. «If I Can't Be With You»
14. «Repeating Days»
15. «Did You Have Your Fun?»
16. «(I Can't) Forget About You»
17. «Wild Hearts»
18. «Ain't No Way We're Goin' Home»
19. «Smile»
20. «Do it again»

## Fechas
| Día                      | Ciudad           | País            | Lugar                                         |              |              |              |
| Norteamérica             | Norteamérica     | Norteamérica    | Norteamérica                                  | Norteamérica | Norteamérica | Norteamérica |
| ------------------------ | ---------------- | --------------- | --------------------------------------------- | ------------ | ------------ | ------------ |
| 28 de junio de 2015      | Hershey          | Estados Unidos  | Hersheypark Stadium                           |              |              |              |
| 30 de junio de 2015      | St. John's       | Canadá          | Mile One Centre                               |              |              |              |
| 1 de julio de 2015       | Moncton          | Canadá          | The Centre at Casino Nuevo Brunswick          |              |              |              |
| 7 de julio de 2015       | Florida          | Estados Unidos  | Thrasher-Horne Center For The Arts            |              |              |              |
| 8 de julio de 2015       | Boca Ratón       | Estados Unidos  | Mizner Park Amphitheater                      |              |              |              |
| 10 de julio de 2015      | Alpharetta       | Estados Unidos  | Verizon Wireless Amphitheatre at Encore Park  |              |              |              |
| 11 de julio de 2015      | Raleigh          | Estados Unidos  | Raleigh Memorial Auditorium                   |              |              |              |
| 12 de julio de 2015      | Vienna           | Estados Unidos  | Filene Center @ Wolf Trap                     |              |              |              |
| 14 de julio de 2015      | Ledyard          | Estados Unidos  | The Grand Theater at Foxwoods Resort Casino   |              |              |              |
| 16 de julio de 2015      | Gilford          | Estados Unidos  | Bank of New Hampshire Pavilion at Meadowbrook |              |              |              |
| 17 de julio de 2015      | Boston           | Estados Unidos  | House of Blues                                |              |              |              |
| 18 de julio de 2015      | West Windsor     | Estados Unidos  | Mercer County Park Festival Grounds           |              |              |              |
| 20 de julio de 2015      | Pittsburgh       | Estados Unidos  | Stage AE                                      |              |              |              |
| 21 de julio de 2015      | Kettering        | Estados Unidos  | Fraze Pavilion                                |              |              |              |
| 22 de julio de 2015      | Sterling Heights | Estados Unidos  | Freedom Hill Amphitheatre                     |              |              |              |
| 24 de julio de 2015      | Milwaukee        | Estados Unidos  | Riverside Theater                             |              |              |              |
| 25 de julio de 2015      | St. Charles      | Estados Unidos  | The Family Arena                              |              |              |              |
| 26 de julio de 2015      | Kansas City      | Estados Unidos  | Arvest Bank Theatre at the Midland            |              |              |              |
| 28 de julio de 2015      | Bloomington      | Estados Unidos  | US Cellular Coliseum                          |              |              |              |
| 29 de julio de 2015      | Louisville       | Estados Unidos  | Iroquois Amphitheater                         |              |              |              |
| 30 de julio de 2015      | Whites Creek     | Estados Unidos  | Carl Black Chevy Woods Amphitheater           |              |              |              |
| 1 de agosto de 2015      | Oklahoma City    | Estados Unidos  | Starlight Amphitheater at Frontier City       |              |              |              |
| 2 de agosto de 2015      | Grand Prairie    | Estados Unidos  | Verizon Theatre at Grand Prairie              |              |              |              |
| 4 de agosto de 2015      | Houston          | Estados Unidos  | Bayou Music Center                            |              |              |              |
| 5 de agosto de 2015      | New Braunfels    | Estados Unidos  | Whitewater Amphitheater                       |              |              |              |
| 8 de agosto de 2015      | Denver           | Estados Unidos  | Elitch Gardens Theme Park                     |              |              |              |
| 11 de agosto de 2015     | West Valley City | Estados Unidos  | Maverik Center                                |              |              |              |
| 12 de agosto de 2015     | Boise            | Estados Unidos  | Morrison Center for the Performing Arts       |              |              |              |
| 14 de agosto de 2015     | Redmond          | Estados Unidos  | King County's Marymoor Park                   |              |              |              |
| 15 de agosto de 2015     | Eugene           | Estados Unidos  | Cuthbert Amphitheater                         |              |              |              |
| 18 de agosto de 2015     | San José         | Estados Unidos  | City National Civic                           |              |              |              |
| 20 de agosto de 2015     | Henderson        | Estados Unidos  | Henderson Pavilion                            |              |              |              |
| 22 de agosto de 2015     | Mesa             | Estados Unidos  | Mesa Amphitheatre                             |              |              |              |
| 23 de agosto de 2015     | Los Ángeles      | Estados Unidos  | Greek Theatre                                 |              |              |              |
| 1 de septiembre de 2015  | Falcon Heights   | Estados Unidos  | Minnesota State Fair Grandstand               |              |              |              |
| 3 de septiembre de 2015  | Filadelfia       | Estados Unidos  | Mann Center                                   |              |              |              |
| 4 de septiembre de 2015  | Timonium         | Estados Unidos  | Timonium Race Track Infield                   |              |              |              |
| 5 de septiembre de 2015  | Huntington       | Estados Unidos  | Paramount Theatre                             |              |              |              |
| 6 de septiembre de 2015  | Siracusa         | Estados Unidos  | Chevy Court                                   |              |              |              |
| Europa                   |                  |                 |                                               |              |              |              |
| 10 de septiembre de 2015 | Lisboa           | Portugal        | Coliseu dos Recreios                          |              |              |              |
| 11 de septiembre de 2015 | Oporto           | Portugal        | Coliseu Do Porto                              |              |              |              |
| 12 de septiembre de 2015 | Madrid           | España          | Palacio Vistalegre                            |              |              |              |
| 13 de septiembre de 2015 | Barcelona        | España          | Sala Razzmatazz                               |              |              |              |
| 16 de septiembre de 2015 | Marsella         | Francia         | Espace Julien                                 |              |              |              |
| 17 de septiembre de 2015 | Roma             | Italia          | Orion                                         |              |              |              |
| 20 de septiembre de 2015 | Milán            | Italia          | Alcatraz                                      |              |              |              |
| 22 de septiembre de 2015 | Viena            | Austria         | Ottakringer Brauerei                          |              |              |              |
| 23 de septiembre de 2015 | Múnich           | Alemania        | Technikum                                     |              |              |              |
| 24 de septiembre de 2015 | Mannheim         | Alemania        | Alte Seilerei                                 |              |              |              |
| 26 de septiembre de 2015 | París            | Francia         | Olympia                                       |              |              |              |
| 27 de septiembre de 2015 | Zúrich           | Suiza           | X-tra                                         |              |              |              |
| 29 de septiembre de 2015 | Praga            | República Checa | Lucerna Music Bar                             |              |              |              |
| 30 de septiembre de 2015 | Varsovia         | Polonia         | Palladium                                     |              |              |              |
| 3 de octubre de 2015     | Copenhague       | Dinamarca       | Vega Main Hall                                |              |              |              |
| 4 de octubre de 2015     | Estocolmo        | Suecia          | Klubben                                       |              |              |              |
| 5 de octubre de 2015     | Oslo             | Noruega         | Vulkan Arena                                  |              |              |              |
| 8 de octubre de 2015     | Amberes          | Bélgica         | City Theatre                                  |              |              |              |
| 9 de octubre de 2015     | Ámsterdam        | Países Bajos    | Melkweg                                       |              |              |              |
| 11 de octubre de 2015    | Birmingham       | Reino Unido     | O2 Academy                                    |              |              |              |
| 13 de octubre de 2015    | Londres          | Reino Unido     | O2 Shepherd's Bush Empire                     |              |              |              |
| 14 de octubre de 2015    | Oxford           | Reino Unido     | O2 Academy                                    |              |              |              |
| 15 de octubre de 2015    | Glasgow          | Reino Unido     | ABC                                           |              |              |              |
| 18 de octubre de 2015    | Mánchester       | Reino Unido     | O2 Academy                                    |              |              |              |
| 19 de octubre de 2015    | Leeds            | Reino Unido     | Mine                                          |              |              |              |
| 22 de octubre de 2015    | Dublín           | Irlanda         | Vicar Street                                  |              |              |              |
| Sudamérica               |                  |                 |                                               |              |              |              |
| 29 de noviembre de 2015  | Bogotá           | Colombia        | Royal Center                                  |              |              |              |
| 1 de diciembre de 2015   | Lima             | Perú            | Anfiteatro del Parque de la Exposición        |              |              |              |
| 3 de diciembre de 2015   | Buenos Aires     | Argentina       | Luna Park                                     |              |              |              |
| 5 de diciembre de 2015   | Mendoza          | Argentina       | Arena Maipú                                   |              |              |              |
| 6 de diciembre de 2015   | Córdoba          | Argentina       | Plaza de la Música                            |              |              |              |
| 8 de diciembre de 2015   | Rosario          | Argentina       | Metropolitano Rosario                         |              |              |              |
| 10 de diciembre de 2015  | Montevideo       | Uruguay         | Teatro de Verano                              |              |              |              |
| 12 de diciembre de 2015  | Río de Janeiro   | Brasil          | Vivo Rio                                      |              |              |              |
| 13 de diciembre de 2015  | São Paulo        | Brasil          | Espaço das Americas                           |              |              |              |
| 15 de diciembre de 2015  | Asunción         | Paraguay        | Centro de Convenciones de la Conmebol         |              |              |              |
| 17 de diciembre de 2015  | Santiago         | Chile           | Teatro Cariola                                |              |              |              |
| Norteamérica             |                  |                 |                                               |              |              |              |
| 29 de diciembre de 2015  | Las Vegas        | Estados Unidos  | The Venetian Theatre                          |              |              |              |
| 31 de diciembre de 2015  | Las Vegas        | Estados Unidos  | The Venetian Theatre                          |              |              |              |
| 1 de enero de 2016       | Las Vegas        | Estados Unidos  | The Venetian Theatre                          |              |              |              |
| Asia                     |                  |                 |                                               |              |              |              |
| 12 de enero de 2016      | Tokio            | Japón           | Liquid Room                                   |              |              |              |
| 13 de enero de 2016      | Tokio            | Japón           | Liquid Room                                   |              |              |              |
| 14 de enero de 2016      | Tokio            | Japón           | Akasaka blitz                                 |              |              |              |
| Oceanía                  |                  |                 |                                               |              |              |              |
| 17 de enero de 2016      | Sídney           | Australia       | Big Top Sydney                                |              |              |              |
| 19 de enero de 2016      | Melbourne        | Australia       | Palais Theatre                                |              |              |              |
| 20 de enero de 2016      | Brendale         | Australia       | Eaton Hills Hotel                             |              |              |              |
| 22 de enero de 2016      | Auckland         | Nueva Zelanda   | Logan Campbell Centre                         |              |              |              |
| Norteamérica             |                  |                 |                                               |              |              |              |
| 26 de enero de 2016      | Stockton         | Estados Unidos  | Bob Hope Theatre                              |              |              |              |
| 27 de enero de 2016      | Pomona           | Estados Unidos  | Fox Theatre Pomona                            |              |              |              |
| 29 de enero de 2016      | Fresno           | Estados Unidos  | William Saroyan Theatre                       |              |              |              |
| 30 de enero de 2016      | San Diego        | Estados Unidos  | Balboa Theatre                                |              |              |              |
| 1 de febrero de 2016     | Tucson           | Estados Unidos  | Tucson Music Hall                             |              |              |              |
| 2 de febrero de 2016     | Albuquerque      | Estados Unidos  | Kiwa Auditorium                               |              |              |              |
| 4 de febrero de 2016     | San Antonio      | Estados Unidos  | Teatro Majestic                               |              |              |              |
| 6 de febrero de 2016     | Austin           | Estados Unidos  | The Paramount Theatre                         |              |              |              |
| 9 de febrero de 2016     | Memphis          | Estados Unidos  | Cannon Center For The Performing Arts         |              |              |              |
| 10 de febrero de 2016    | Birmingham       | Estados Unidos  | Iron City                                     |              |              |              |
| 12 de febrero de 2016    | Orlando          | Estados Unidos  | Dr. Phillips Center For The Performing Arts   |              |              |              |
| 13 de febrero de 2016    | Clearwater       | Estados Unidos  | Ruth Eckerd Hall                              |              |              |              |
| 16 de febrero de 2016    | Augusta          | Estados Unidos  | William B. Bell Auditorium                    |              |              |              |
| 17 de febrero de 2016    | Knoxville        | Estados Unidos  | Knoxville Civic Auditorium                    |              |              |              |
| 18 de febrero de 2016    | Charlotte        | Estados Unidos  | Ovens Auditorium                              |              |              |              |
| 20 de febrero de 2016    | Norfolk          | Estados Unidos  | The NorVa                                     |              |              |              |
| 21 de febrero de 2016    | Richmond         | Estados Unidos  | The National                                  |              |              |              |
| 23 de febrero de 2016    | Washington D. C. | Estados Unidos  | Lincoln Theatre                               |              |              |              |
| 24 de febrero de 2016    | Red Bank         | Estados Unidos  | Count Basie Theatre                           |              |              |              |
| 26 de febrero de 2016    | Portland         | Estados Unidos  | State Theatre                                 |              |              |              |
| 27 de febrero de 2016    | Nueva York       | Estados Unidos  | Beacon Theatre                                |              |              |              |
| 1 de marzo de 2016       | Providence       | Estados Unidos  | The VETS                                      |              |              |              |
| 2 de marzo de 2016       | Burlington       | Estados Unidos  | The Flynn Center for the Performing Arts      |              |              |              |
| 4 de marzo de 2016       | Albany           | Estados Unidos  | The Palace Theatre                            |              |              |              |
| 5 de marzo de 2016       | Rochester        | Estados Unidos  | The Auditorium Theatre                        |              |              |              |
| 8 de marzo de 2016       | Cleveland        | Estados Unidos  | The State Theatre                             |              |              |              |
| 10 de marzo de 2016      | Chicago          | Estados Unidos  | The Chicago Theatre                           |              |              |              |
| 11 de marzo de 2016      | Minneapolis      | Estados Unidos  | The State Theatre                             |              |              |              |
| 12 de marzo de 2016      | Des Moines       | Estados Unidos  | Civic Center of Greater Des Moines            |              |              |              |
| 14 de marzo de 2016      | Omaha            | Estados Unidos  | The Holland Performing Arts Center            |              |              |              |
| 15 de marzo de 2016      | Tulsa            | Estados Unidos  | The Brady Theater                             |              |              |              |
| 17 de marzo de 2016      | Sioux City       | Estados Unidos  | Orpheum Theatre                               |              |              |              |
| 1 de julio de 2016       | Baton Rouge      | Estados Unidos  | Blue Bayou and Dixie Landin'                  |              |              |              |
| 2 de julio de 2016       | Orlando          | Estados Unidos  | Walt Disney Theater                           |              |              |              |
| Centroamérica            |                  |                 |                                               |              |              |              |
| 9 de julio de 2016       | Kingston         | Jamaica         | National Stadium                              |              |              |              |
| Asia                     |                  |                 |                                               |              |              |              |
| 20 de agosto de 2016     | Chiba            | Japón           | Estadio Chiba Marine                          |              |              |              |
| 21 de agosto de 2016     | Osaka            | Japón           | Maishima Sports Island                        |              |              |              |
| Centroamérica            |                  |                 |                                               |              |              |              |
| 11 de septiembre de 2016 | San Juan         | Puerto Rico     | Coliseo José Miguel Agrelot                   |              |              |              |